# 盧勳
盧勳（1493年—1573年），字汝立，號後屏，浙江處州府縉雲縣人，明朝政治人物。

## 生平
嘉靖元年（1522年）壬午科浙江鄉試第五十三名舉人，嘉靖十一年（1532年）壬辰科第三甲第一百二十五名進士。工部觀政，授太常博士，十四年十一月選授禮科給事中，十五年赴湖廣核对钱粮，二十年復除兵科給事中，二十一年三月升吏科右，十一月升禮科左，二十二年七月陞吏科都給事中，二十四年三月升南京太僕寺少卿，二十五年二月轉太常寺少卿、提督四夷館。二十七年正月升右通政、提督誊黄，十二月升太僕寺卿，二十九年三月升都察院右佥都御史、巡抚南赣汀漳提督军务，三十年四月改南京提督操江右佥都御史，三十一年九月升南京大理寺卿，十二月改北大理寺卿，三十二年七月升南京刑部右侍郎，三十三年三月改工部右侍郎，四月兼都察院右佥都御史，提督显陵裬恩殿工程，完工後升俸一级，荫长子盧逵、次子盧致俱为国子生。三十六年三月升本部左侍郎，掌通政司事，三十九年九月升南京都察院右都御史，四十年七月升南京刑部尚書，四十二年四月以科道纠拾致仕。

## 家族
曾祖盧守義，祖盧世熙。父盧時勉，母應氏。具庆下。兄燭；燿；煩；煉；杰；道；點（貢士），弟熠；□。子盧衢；盧斆（知府）；盧致（福建運副）。